# Trotteria cytisiphila
Trotteria cytisiphila är en tvåvingeart som beskrevs av Fedotova 2007. Trotteria cytisiphila ingår i släktet Trotteria och familjen gallmyggor. Inga underarter finns listade i Catalogue of Life.